# ビッグバード 中国への旅
ビッグバード 中国への旅（Big Bird in China）は、セサミワークショップと中国中央電視台が合同で制作した特別番組。アメリカのNBCネットワークで1983年5月29日に放送、日本では1988年1月2日にNHK教育で放送され、1989年10月21日には「ビッグバード 中国の旅」のタイトルでVHSビデオが発売された。

## ストーリー
外国の旅に出るために中国へやってきたビッグバードとバークレー、旅の途中でシャオ・フーに出会う。彼女が鳥の女王を探して欲しいと頼まれ、鳥の女王を探しているとき、ビッグバードの前に孫悟空が現れた。果たして、鳥の女王はどこにいるのか?

## 出演者
| マペット               | 担当俳優                                                                                       | 日本語吹替 |
| ---------------------- | ---------------------------------------------------------------------------------------------- | ---------- |
| ビッグバード           | キャロル・スピニー                                                                             | 水島裕允   |
| バークレー             | ブライアン・ミール                                                                             | 原語流用   |
| クッキーモンスター     | フランク・オズ ジェリー・ネルソン（アシスタント）                                              | 上田敏也   |
| オスカー・ザ・グラウチ | キャロル・スピニー ジェリー・ネルソン（アシスタント）                                          | 玄田哲章   |
| テリー                 | ブライアン・ミール（VHS版） マーティン・ロビンソン（DVD版） リチャード・ハント（アシスタント） | 野沢雅子   |
| グローバー             | フランク・オズ                                                                                 | 中尾隆聖   |
| アーニー               | ジム・ヘンソン リチャード・ハント（アシスタント）                                              | 小林修     |
| バート                 | フランク・オズ                                                                                 | 大塚芳忠   |
| 2つ頭のモンスターA     | ジェリー・ネルソン                                                                             | 小林修     |
| 2つ頭のモンスターB     | リチャード・ハント                                                                             | 辻村真人   |
| 登場人物               | 担当俳優                                                                                       | 日本語吹替 |
| シャオ・フー           | Ouyang Lien-Tze                                                                                | 坂本真綾   |
| 女性店長               | アラベラ・ホング                                                                               | 吉田理保子 |
| 孫悟空                 | Hua Zhi-Ping                                                                                   | 大木民夫   |
| 鳥の女王様             | ？                                                                                             | 榊原良子   |

- 吹替台本：滝沢ふじお
日本語版では一部の場面を除いて原語版の上に吹き替えられたが、何箇所かカットされている。